# Procambarus orcinus
Procambarus orcinus (the "Woodville Karst cave crayfish") là một loài tôm sông trong họ Cambaridae. Nó là loài đặc hữu của the đồng bằng karst Woodville ở Hoa Kỳ. Loài này đã được báo cáo từ 8 hang động ở miền nam quận Leon cũng như hang động ở quận Wakulla, Florida.